# 코나크리주

코나크리주의 위치

코나크리주(프랑스어: La région de Conakry)는 기니의 주로, 주도는 코나크리(기니의 수도이기도 함)이며 인구는 1,931,184명(1996년 기준), 면적은 450km2, 인구밀도는 2,428.75명/km2이다.

## 주요 행정구역
- 칼룸(Kaloum)
- 마토토(Matoto)
- 라토마(Ratoma)
- 딕신(Dixin)
- 마탐(Matam)